# ريتشارد هويتلي
ريتشارد هويتلي (بالإنجليزية: Richard Whately)‏ (1201-1280هـ/1787-1863م) هو كاتب وأسقف إنجليزي. كان زميلاً ومعلماً بكلية أوريل بجامعة أكسفورد. اشتهر بكتاب «الشبهات التاريخية التي حامت حول نابليون بونابرت» 1819، و «محاضرات بامبتون» التي ألقاها 1822 بعنوان «فوائد الشعور الطائفي وأضراره في المسائل الدينية». عين أستاذاً للاقتصاد السياسي بجامعة أكسفورد (1829 ـ 1831)، من بين مؤلفاته الكثيرة «أصول المنطق» 1826، و «أصول الخطابة» 1828.

## روابط خارجية
- ريتشارد هويتلي على موقع الموسوعة البريطانية (الإنجليزية)
- ريتشارد هويتلي على موقع ديسكوغز (الإنجليزية)